# Datigui Uatara
Datigui Uatara (em francês: Datigui Ouattara) foi um nobre africano mandinga ativo no Império de Congue nas últimas décadas do século XIX. Durante o reinado do fama Babemba Traoré (r. 1893–1898) seu irmão Melegué Uatara foi capturado e feito prisioneiro por Tumendugu Sancaré. Para obterem sua liberdade, enviou com seus irmãos um resgate de um cavalo, um cativo e 40 000 búzios, mas Tumendugu não aceita a oferta e mantêm-o prisioneiro, inclusive afirmando que vai matá-lo. Tempos depois, durante o franceses ocuparam a região, Datigui reaparece como chefe de Cutiala.